# Strzeblew (gmina)
Strzeblew (od 1868 Piaskowice) – dawna gmina wiejska istniejąca do 1868 roku w guberni kaliskiej. Siedzibą władz gminy był Strzeblew (obecnie część Ozorkowa).
Za Królestwa Polskiego gmina Strzeblew należała do powiatu łęczyckiego w guberni kaliskiej. W  1868 roku jednostkę przemianowano na gminę Piaskowice (Puskowice).